# Norrtulls SK Bandy
Norrtulls SK är en bandyklubb i Sverige som bildades den 31 juli 1926. A-lag spelar sina matcher i Division 3 på Zinkensdamms IP. Norrtulls SK har sin verksamhet inom Stockholms bandyförbunds distrikt.